# Ramparts Cemetery, Lille Gate
Ramparts Cemetery, Lille Gate is een Britse militaire begraafplaats met gesneuvelden uit de Eerste Wereldoorlog, gelegen in de Belgische stad Ieper. De begraafplaats ligt op de Ieperse vestingen, naast de Rijselpoort en is 1.871 m² groot. Ze werd ontworpen door Reginald Blomfield en wordt onderhouden door de Commonwealth War Graves Commission.

## Geschiedenis
Franse troepen begonnen reeds in 1914 met de aanleg van de begraafplaats. Van februari 1915 tot april 1918 werd het verder door de Britten gebruikt. De Franse graven werden na de oorlog verwijderd. Aanvankelijk lagen veel meer doden begraven op de vestingen maar deze werden na de oorlog overgebracht naar andere begraafplaatsen. Enkel de 197 op de Ramparts Cemetery bleven over, waaronder 9 niet geïdentificeerde. 
Onder de geïdentificeerde slachtoffers zijn er 153 Britten, 10 Canadezen, 11 Australiërs en 14 Nieuw-Zeelanders (waarvan er 10 tot het New Zealand (Maori) Pioneer Battalion behoorden). Vier lichamen van militairen die werden opgegraven bij de Sint-Jacobskerk werden hier op 11 oktober 1999 bijgezet.
In 1986 werd de begraafplaats als monument beschermd.

## Graven

### Onderscheiden militair
- William Cecil Kennedy Megaw, kapitein bij het Norfolk Regiment werd onderscheiden met het Military Cross (MC).

### Minderjarige militairen
- pionier W.J. Scholz van de Royal Engineers, soldaat Charles Williams van het Cheshire Regiment en soldaat Cecil William Wright van het Lincolnshire Regiment waren 17 jaar toen ze sneuvelden.

### Aliassen
- sergeant Edward Duffy diende onder het alias T. Price bij het Leinster Regiment.
- schutter Hugh William Ching diende onder het alias Hugh William Power bij het London Regiment (Queen Victoria's Rifles).